# Myrinia brasiliensis
Myrinia brasiliensis är en bladmossart som beskrevs av W. P. Schimper in Jaeger 1878. Myrinia brasiliensis ingår i släktet Myrinia och familjen Fabroniaceae. Inga underarter finns listade i Catalogue of Life.